# Gian Paolo Rosmino
Gian Paolo Rosmino (eigentlich Giovanni Emilio Rosmino, auch als Gianpaolo R. oder Giampaolo R.; * 2. Juli 1888 in Turin; † 20. Juli 1982 in Rapallo) war ein italienischer Schauspieler und Filmregisseur.

## Leben
Rosmino absolvierte nach seiner Schulzeit eine Banklehre und führte ein ruhiges Leben, bis er mit 23 Jahren aus Liebe zum Theater seine Stellung kündigte. Ein erstes professionelles Engagement nach Auftritten mit Amateurensembles (so dem Turiner „Bassi“-Ensemble) erhielt er 1912 bei Gero Zambuto, gleich darauf bei Annibale Ninchi. Ebenfalls 1912 begann der großgewachsene, distinguiert wirkende Schauspieler bei der Savoia Film für das neue Medium Film zu arbeiten, bei denen er sowohl als Darsteller als auch als sehr gelegentlicher Regisseur aktiv war. 1913 war er unter den Darstellern des berühmten Aber meine Liebe  stirbt nicht von Mario Caserini. Unter diesem spielte er auch in etlichen anderen Werken, so Nerone e Agrippina, und absolvierte einen längeren Spanienaufenthalt, bei dem drei Filme entstanden. Ab 1918 intensivierte Rosmino (neben weiterhin dauernder Aktivität als Schauspieler bei zahlreichen prominenten Spielleitern des Stummfilms) seine Regieverpflichtungen, die Filme nach teils eigenen Drehbüchern hervorbrachten.
Zwischen 1922 und 1926 pausierte Rosmino beim Film und widmete sich ganz der Theaterarbeit; er spielte erneut mit Zambuto, mit Ruggero Ruggeri und Antonio Gandusio, mit dem er auch eine Tournee durch Südamerika unternahm. 1927 kehrte er mit seiner Interpretation in Domenico Gaidos Martiri d'Italia auf die Leinwand zurück, den Stefano Pittaluga produzierte (und der nicht mit einem gleichnamigen Film aus demselben Jahr zu verwechseln ist). Bereits zu Tonfilmzeiten, 1934, kam dann die Rolle seines Lebens: Rosmino spielte in Don Bosco den katholischen Priester und Jugendseelsorger des Titels. In der Folge wurde er für zahlreiche Charakterrollen beim Film verpflichtet und führte weitere drei Mal Regie, den letzten (als „Supervisor“) im italienischen Nicht-Mehr-Kriegsjahr 1945 – seine darstellerische Karriere setzte sich mit unverminderter Intensität bis Mitte der 1960er Jahre fort, wenn auch die Rollenumfänge kleiner wurden und seine Fähigkeiten selten forderten. Er glich dies durch zusätzliche Aufgaben als Produktionsleiter aus.
Rosmino ist der Autor eines Erinnerungsbandes, Sette demoni in corpo, aus dem Jahr 1973.
Privat war Rosmino mit der unter dem Namen Suzanne Fabre ebenfalls als Schauspielerin erfolgreichen Ernestina Peretto (1893–1977), neben der er gelegentlich auch beim Film spielte, verheiratet. Die gemeinsame Tochter Gigliola war lange Zeit als Skriptleiterin beschäftigt.

## Filmografie (Auswahl)
Regie
- 1912: L'amicizia di Polo (auch Darsteller)
- 1944: L'ippocampo

Schauspieler
- 1913: Follia
- 1913: Aber meine Liebe stirbt nicht (Ma l'amor mio non muore)
- 1918: Nerone e Agrippina
- 1921: Die Klavierspielerin von Heynes (La pianista di Haynes)
- 1921: Der Klub der Extravaganten (Il club degli stravaganti)
- 1922: Herz, Dolch und Gehirn (Un cuore, un pugnale, un cervello)
- 1935: Don Bosco
- 1939: Lotterie der Liebe (La mia canzone al vento)
- 1942: Il fanciullo del West
- 1951: Wunder einer Stimme – Enrico Caruso (Enrico Caruso: Leggenda di una voce)
- 1952: Ewige Melodie (Melodie immortali)
- 1952: Die Königin von Saba (La regina di Saba)
- 1953: Don Camillos Rückkehr (Le Retour de Don Camillo)
- 1953: Frine, Sklavin der Liebe (Frine, cortigiana d'oriente)
- 1953: Die Plünderung Roms (Il sacco di Roma)
- 1953: Verdi, ein Leben in Melodien (Giuseppe Verdi)
- 1954: Die Tochter der Mata Hari (La figlia di Mata Hari)
- 1955: Wiedersehen auf Capri (Un po' di cielo)
- 1956: Höllenfahrt nach Tobruk (Il prezzo della gloria)
- 1956: Saragossa (Orlando e i Paladini di Francia)
- 1958: Aphrodite – Göttin der Liebe (Afrodite, dea dell’amore)
- 1958: Die unglaublichen Abenteuer des Herkules (Le fatiche di Ercole)
- 1959: Junge Leute von heute (Primo amore)
- 1959: Die Schlacht von Marathon (La battaglia di Maratona)
- 1961: Der Gauner von Bagdad (Il ladro di Bagdad)
- 1962: Achilles (L'ira di Achille)
- 1962: Der goldene Pfeil (La freccia d’oro)
- 1964: Revanche für Spartacus (La vendetta di Spartacus)